# Championnats du monde de course en montagne et trail 2023
Les championnats du monde de course en montagne et trail 2023 sont une compétition de course en montagne et trail qui se déroule du 6 au 10 juin 2023 à Innsbruck et dans le Stubaital en Autriche. Il s'agit de la deuxième édition de l'épreuve.

## Programme
| Date            | Course                                             | Distance | Dénivelé            |
| --------------- | -------------------------------------------------- | -------- | ------------------- |
| Mercredi 7 juin | Course en montagne en montée                       | 7,1 km   | +1 020 m            |
| Jeudi 8 juin    | Trail court                                        | 45,2 km  | +3 132 m / -2 719 m |
| Vendredi 9 juin | Trail long                                         | 84,9 km  | +5 554 m / -5 966 m |
| Samedi 10 juin  | Course en montagne en montée et descente           | 15,0 km  | +/-751 m            |
| Samedi 10 juin  | Course en montagne en montée et descente (juniors) | 7,5 km   | +/-374 m            |

## Résultats

### Seniors

#### Montée
L'épreuve de course en montagne en montée se déroule sur un parcours de 7,1 km avec 1 020 m de dénivelé positif reliant le village de Neustift im Stubaital à la Elferhütte. Le Kényan Philemon Ombogo Kiriago prend le premier les commandes de la course mais le champion en titre Patrick Kipngeno prend ensuite la tête et mène la course sur un rythme soutenu. Derrière lui, les coureurs ougandais et ses compatriotes se battent pour les deux autres places du podium. Patrick Kipngeno creuse l'écart en tête pour s'offrir son deuxième titre d'affilée. L'Ougandais Levi Kiprotich prend le meilleur sur le groupe de poursuivants pour s'emparer de la médaille d'argent devant le Kényan Josphat Kiprotich. Le Kénya remporte le classement par équipes grâce à trois coureurs dans le top 10. L'Ouganda et la Suisse complètent le podium.
Dans la course féminine, l'Américaine Allie McLaughlin attaque dès la montée, menant dans son sillage la Kényane Joyce Muthoni. L'Américaine Grayson Murphy et l'Autrichienne Andrea Mayr les rejoignent dans le groupe de tête. Allie McLaughlin et Joyce Muthoni finissent par lever le pied, laissant passer les deux autres Kényanes Valentine Jepkoech Rutto et Philaries Jeruto Kisang dans le groupe de tête. Désireuse de briller à domicile, Andrea Mayr prend les commandes de la course mais voit Philaries Jeruto Kisang la rattraper puis la doubler. La Kényane peine cependant à faire la différence dans la montée finale. Portée par son public, Andrea Mayr lance une dernière attaque et parvient à la doubler pour remporter son septième titre de championne du monde de course en montagne, quinze ans après le premier. L'Américaine Grayson Murphy complète le podium. Avec Joyce Muthoni finalement dixième, le Kénya remporte l'or au classement par équipes devant l'Allemagne et le Royaume-Uni.

##### Courses individuelles
| Rang               | Athlète                 | Pays        | Temps       |
| ------------------ | ----------------------- | ----------- | ----------- |
| Médaille d'or      | Patrick Kipngeno        | Kenya       | 40 min 18 s |
| Médaille d'argent  | Levi Kiprotich          | Ouganda     | 41 min 51 s |
| Médaille de bronze | Josphat Kiprotich       | Kenya       | 42 min 4 s  |
| 4                  | Eliud Cherop            | Ouganda     | 42 min 16 s |
| 5                  | Joseph Gray             | États-Unis  | 42 min 32 s |
| 6                  | Daniel Osanz            | Espagne     | 42 min 41 s |
| 7                  | Philemon Ombogo Kiriago | Kenya       | 42 min 54 s |
| 8                  | Joe Steward             | Royaume-Uni | 43 min 2 s  |

| Rang               | Athlète                  | Pays        | Temps       |
| ------------------ | ------------------------ | ----------- | ----------- |
| Médaille d'or      | Andrea Mayr              | Autriche    | 48 min 14 s |
| Médaille d'argent  | Philaries Jeruto Kisang  | Kenya       | 48 min 51 s |
| Médaille de bronze | Grayson Murphy           | États-Unis  | 49 min 22 s |
| 4                  | Laura Hottenrott         | Allemagne   | 49 min 56 s |
| 5                  | Valentine Jepkoech Rutto | Kenya       | 49 min 59 s |
| 6                  | Christel Dewalle         | France      | 50 min 4 s  |
| 7                  | Domenika Mayer           | Allemagne   | 51 min 21 s |
| 8                  | Scout Adkin              | Royaume-Uni | 51 min 39 s |

##### Courses par équipes
| Rang               | Pays                                                                                                   | Points |
| ------------------ | --- | ------ |
| Médaille d'or      | Kenya Patrick Kipngeno (1er) Josphat Kiprotich (3e) Philemon Ombogo Kiriago (7e) Hillary Kimaiyo (12e) | 11     |
| Médaille d'argent  | Ouganda Levi Kiprotich (2e) Eliud Cherop (4e) Dismas Yeko (15e)                                        | 21     |
| Médaille de bronze | Suisse Roberto Delorenzi (10e) Dominik Rolli (11e) Jonas Soldini (24e) Fabian Aebersold (35e)          | 45     |

| Rang               | Pays                                                                                      | Points |
| ------------------ | ----------------------------------------------------------------------------------------- | ------ |
| Médaille d'or      | Kenya Philaries Jeruto Kisang (2e) Valentine Jepkoech Rutto (5e) Joyce Muthoni (10e)      | 17     |
| Médaille d'argent  | Allemagne Laura Hottenrott (4e) Domenika Mayer (7e) Hanna Gröber (22e) Laura Hampel (39e) | 33     |
| Médaille de bronze | Royaume-Uni Scout Adkin (8e) Sara Willhoit (20e) Phillipa Williams (23e) Kate Avery (24e) | 51     |

#### Montée et descente
L'épreuve de course en montagne en montée et descente se déroule à Innsbruck sur un parcours de deux boucles totalisant 15 km et 751 m de dénivelé positif et négatif. L'Ougandais Isaac Mande Kibet s'empare le premier des commandes de la course, suivi dans un premier temps par l'Américain Liam Meirow. Le Kényan Philemon Ombogo Kiriago et l'Allemand Filimon Abraham les suivent de près. Filimon Abraham s'empare ensuite de la tête de course en fin de première boucle mais se fait doubler par l'Ougandais Eliud Cherop dans la section plate en ville. Ce dernier ne parvient pas à maintenir sa vitesse dans la montée de la deuxième boucle et perd la tête de course. Un autre Ougandais, Leonard Chemutai, parvient à tenir tête à Philemon Ombogo Kiriago et Filimon Abraham. Le Kényan prend l'avantage au début de la descente mais Leonard Chemutai parvient à accélérer pour passer en tête et s'offrir le titre. Philemon Ombogo Kiriago et Filimon Abraham complètent le podium. Avec Patrick Kipngeno cinquième et Josphat Kiprotich huitième, le Kenya remporte le classement par équipes devant l'Italie et l'Espagne.
L'Américaine Grayson Murphy prend la première les commandes de la course féminine, suivie de près par la Roumaine Monica Mădălina Florea et les Kényanes Valentine Jepkoech Rutto et Joyce Muthoni. L'Américaine parvient à prendre une légère marge d'avance dans la première descente mais voit la Suédoise Tove Alexandersson revenir sur ses talons. Derrière elles, la troisième place fait l'objet d'une lutte serrée entre les Kényanes rejointes par Philaries Kisang, l'Ougandaise Annet Chemengich Chelangat et Monica Mădălina Florea. Tove Alexandersson profite de la section plate en ville pour passer en tête mais Grayson Murphy reprend son bien dans la montée. Elle creuse alors l'écart en tête pour aller remporter le titre tandis que Tove Alexandersson s'accroche pour se parer d'argent. Alors qu'Annet Chemengich Chelangat semblait se diriger vers la troisième place, elle chute dans la descente et perd plusieurs places. Joyce Muthoni en profite pour terminer sur la troisième marche du podium. Les trois coureuses Kényanes terminent dans le top 10 et remportent l'or par équipes. Le Royaume-Uni et la France complètent le podium.

##### Courses individuelles
| Rang               | Athlète                 | Pays      | Temps       |
| ------------------ | ----------------------- | --------- | ----------- |
| Médaille d'or      | Leonard Chemutai        | Ouganda   | 56 min 14 s |
| Médaille d'argent  | Philemon Ombogo Kiriago | Kenya     | 56 min 22 s |
| Médaille de bronze | Filimon Abraham         | Allemagne | 56 min 27 s |
| 4                  | Eliud Cherop            | Ouganda   | 57 min 26 s |
| 5                  | Patrick Kipngeno        | Kenya     | 57 min 27 s |
| 6                  | Alejandro García        | Espagne   | 59 min 25 s |
| 7                  | Cesare Maestri          | Italie    | 59 min 28 s |
| 8                  | Josphat Kiprotich       | Kenya     | 59 min 34 s |

| Rang               | Athlète                  | Pays       | Temps          |
| ------------------ | ------------------------ | ---------- | -------------- |
| Médaille d'or      | Grayson Murphy           | États-Unis | 1 h 4 min 29 s |
| Médaille d'argent  | Tove Alexandersson       | Suède      | 1 h 5 min 26 s |
| Médaille de bronze | Joyce Muthoni            | Kenya      | 1 h 6 min 40 s |
| 4                  | Valentine Jepkoech Rutto | Kenya      | 1 h 6 min 56 s |
| 5                  | Domenika Mayer           | Allemagne  | 1 h 7 min 9 s  |
| 6                  | Monica Mădălina Florea   | Roumanie   | 1 h 7 min 25 s |
| 7                  | Philaries Jeruto Kisang  | Kenya      | 1 h 8 min 31 s |
| 8                  | Tereza Hrochová          | Tchéquie   | 1 h 8 min 37 s |

##### Courses par équipes
| Rang               | Pays                                                                                                  | Points |
| ------------------ | --- | ------ |
| Médaille d'or      | Kenya Philemon Ombogo Kiriago (2e) Patrick Kipngeno (5e) Josphat Kiprotich (8e) Hillary Kimaiyo (DNF) | 15     |
| Médaille d'argent  | Italie Cesare Maestri (7e) Xavier Chevrier (9e) Alberto Vender (14e) Luciano Rota (23e)               | 30     |
| Médaille de bronze | Espagne Alejandro García (6e) Andreu Blanes (10e) Ibai Larrea (27e) Eduardo Hernández (51e)           | 43     |

| Rang               | Pays                                                                                        | Points |
| ------------------ | ------------------------------------------------------------------------------------------- | ------ |
| Médaille d'or      | Kenya Joyce Muthoni (3e) Valentine Jepkoech Rutto (4e) Philaries Jeruto Kisang (7e)         | 14     |
| Médaille d'argent  | Royaume-Uni Alice Goodall (10e) Scout Adkin (12e) Phillipa Williams (21e) Holly Page (55e)  | 43     |
| Médaille de bronze | France Cécile Jarousseau (9e) Christel Dewalle (13e) Élise Poncet (24e) Nélie Clément (42e) | 46     |

#### Trail court
L'épreuve de trail court se déroule sur un parcours de 45,2 kilomètres reliant Innsbruck à Neustift im Stubaital. Le Britannique Thomas Roach crée la surprise en prenant rapidement les commandes de la course, suivi de près par le champion en titre, le Norvégien Stian Angermund. Le Britannique Jonathan Albon, champion du monde de trail 2019, les rejoint peu après. Stian Angermund décide d'accélérer en fin de course et parvient à doubler Thomas Roach qui parvient à le suivre. Jonathan Albon se fait distancer par le duo de tête, tandis que l'Italien Luca Del Pero effectue une grosse remontée en fin de course. Stian Angermund défend avec succès son titre en s'imposant avec deux minutes d'avance sur Thomas Roach. Luca Del Pero double ses adversaires pour s'offrir une médaille de bronze inespérée. Avec Jonathan Albon finalement cinquième et Kristian Jones huitième, le Royaume-Uni remporte l'or au classement par équipes devant l'Italie et la France.
La Suissesse Judith Wyder démontre son retour au premier plan en s'emparant des commandes de la course qu'elle mène sur un rythme soutenu. L'Allemande Laura Hottenrott et la Française Clémentine Geoffray se lancent à sa poursuite. L'Allemande ne parvient à tenir le rythme élevé en fin de course et finit par abandonner au kilomètre 35. Clémentine Goeffray accélère dans la dernière montée et parvient à rattraper puis doubler Judith Wyder. Elle creuse l'écart dans la descente finale et s'impose avec deux minutes d'avance sur la Suissesse. Une autre Suissesse, Theres Leboeuf, réalise une solide course et parvient à remonter le peloton pour aller chercher la troisième marche du podium. La France remporte le classement par équipes devant la Suisse et les États-Unis.
Un violent orage s'abat sur la région durant l'après-midi et force les organisateurs à arrêter prématurément la course. Une cinquantaine de concurrents encore en course sont arrêtés.

##### Courses individuelles
| Rang               | Athlète                | Pays        | Temps           |
| ------------------ | ---------------------- | ----------- | --------------- |
| Médaille d'or      | Stian Hovind-Angermund | Norvège     | 4 h 19 min 0 s  |
| Médaille d'argent  | Thomas Roach           | Royaume-Uni | 4 h 21 min 18 s |
| Médaille de bronze | Luca Del Pero          | Italie      | 4 h 22 min 4 s  |
| 4                  | Thibaut Baronian       | France      | 4 h 25 min 41 s |
| 5                  | Jonathan Albon         | Royaume-Uni | 4 h 26 min 57 s |
| 6                  | Francesco Puppi        | Italie      | 4 h 28 min 16 s |
| 7                  | Andrzej Witek          | Pologne     | 4 h 29 min 21 s |
| 8                  | Kristian Jones         | Royaume-Uni | 4 h 30 min 37 s |

| Rang               | Athlète             | Pays       | Temps           |
| ------------------ | ------------------- | ---------- | --------------- |
| Médaille d'or      | Clémentine Geoffray | France     | 4 h 53 min 12 s |
| Médaille d'argent  | Judith Wyder        | Suisse     | 4 h 55 min 13 s |
| Médaille de bronze | Theres Leboeuf      | Suisse     | 5 h 9 min 29 s  |
| 4                  | Jennifer Lichter    | États-Unis | 5 h 11 min 55 s |
| 5                  | Emilia Brangefält   | Suède      | 5 h 15 min 11 s |
| 6                  | Daniela Oemus       | Allemagne  | 5 h 16 min 34 s |
| 7                  | Oihana Kortazar     | Espagne    | 5 h 18 min 45 s |
| 8                  | Emelie Forsberg     | Suède      | 5 h 18 min 45 s |

##### Courses par équipes
| Rang               | Pays | Points           |
| ------------------ | --- | ---------------- |
| Médaille d'or      | Royaume-Uni Thomas Roach (4 h 21 min 18 s) Jonathan Albon (4 h 26 min 57 s) Kristian Jones (4 h 30 min 37 s) Alexander Chepelin (DNF)                                       | 13 h 18 min 52 s |
| Médaille d'argent  | Italie Luca Del Pero (4 h 22 min 4 s) Francesco Puppi (4 h 28 min 16 s) Cristian Minoggio (4 h 36 min 12 s) Daniel Pattis (4 h 42 min 47 s) Andrea Rota (4 h 59 min 27 s)   | 13 h 26 min 36 s |
| Médaille de bronze | France Thibaut Baronian (4 h 25 min 41 s) Frédéric Tranchand (4 h 31 min 7 s) Thomas Cardin (4 h 37 min 50 s) Loïc Robert (4 h 42 min 18 s) Julien Rancon (4 h 54 min 37 s) | 13 h 34 min 38 s |

| Rang               | Pays | Points           |
| ------------------ | --- | ---------------- |
| Médaille d'or      | France Clémentine Geoffray (4 h 53 min 12 s) Louise Serban-Penhoat (5 h 20 min 21 s) Lucille Germain (5 h 22 min 20 s) Marie Goncalves (5 h 37 min 11 s) Noémie Vachon (5 h 37 min 43 s)         | 15 h 35 min 53 s |
| Médaille d'argent  | Suisse Judith Wyder (4 h 55 min 13 s) Theres Leboeuf (5 h 9 min 32 s) Nina Zoller (5 h 39 min 32 s) Emma Pooley (5 h 48 min 17 s) Ariane Wilhem (5 h 54 min 3 s) Shelly Schenk (6 h 24 min 47 s) | 15 h 44 min 14 s |
| Médaille de bronze | États-Unis Jennifer Lichter (5 h 11 min 55 s) Emkay Sullivan (5 h 19 min 7 s) Kimber Mattox (5 h 22 min 21 s) Klaire Rhodes (5 h 29 min 49 s) Brittany Charboneau (DNF) Baily Kowalczyk (DNF)    | 15 h 54 min 29 s |

#### Trail long
En raison de neige encore présente sur les hauteurs qui présente des risques d'avalanche, l'épreuve de trail long a lieu sur un parcours alternatif de 85,8 kilomètres, légèrement plus long que le parcours initial. Il relie Neustift im Stubaital à Innsbruck.
La course masculine voit le Japonais Yamato Aoshino prendre le premier les commandes de la course sur un rythme soutenu. Il est cependant rattrapé par un groupe de poursuivant après moins de 20 kilomètres de course. Le Français Baptiste Chassagne se détache ensuite en tête avec le grand favori Andreas Reiterer sur ses talons. L'Italien s'empare ensuite de la tête de course et creuse l'écart en tête. Le Français Benjamin Roubiol effectue une solide seconde partie de course et parvient à réduire l'écart sur Andreas Reiterer. Au kilomètre 70, le Français parvient à accélérer et double l'Italien pour aller s'envoler vers la victoire en terminant avec près de dix minutes d'avance sur son adversaire. Le Slovaque Peter Fraňo effectue une course stratégique et parvient à remonter le peloton pour s'offrir la troisième marche du podium. La France remporte le classement par équipes devant les États-Unis qui terminent en tir groupé aux places 5 à 7. L'Italie complète le podium,.
La Tchèque Marcela Vašínová prend la première les commandes de la course qu'elle mène sur un rythme élevé. L'Allemande Katharina Hartmuth accélère dans la montée sur Hoadl et parvient à passer en tête puis creuse l'écart sur ses adversaires. Annoncée comme grande favorite, la tenante du titre Blandine L'Hirondel abandonne, victime d'une blessure au pied. Deux autres Françaises Marion Delespierre et Manon Bohard remontent alors le peloton pour prendre en chasse Katharina Hartmuth. Marion Delespierre lance son attaque à Kranebritten et passe en tête. Elle parvient à prendre une marge d'avance sur Katharina Hartmuth et malgré une fin de course difficile, s'accroche pour remporter le titre. Katharina Hartmuth parvient à défendre sa place face à Manon Bohard pour décrocher la médaille d'argent. Avec Manon Bohard troisième et Audrey Tanguy dixième, la France remporte le classement par équipes devant l'Allemagne et l'Italie,.

##### Courses individuelles
| Rang               | Athlète           | Pays       | Temps            |
| ------------------ | ----------------- | ---------- | ---------------- |
| Médaille d'or      | Benjamin Roubiol  | France     | 9 h 52 min 59 s  |
| Médaille d'argent  | Andreas Reiterer  | Italie     | 10 h 0 min 46 s  |
| Médaille de bronze | Peter Fraňo       | Slovaquie  | 10 h 2 min 10 s  |
| 4                  | Thibaut Garrivier | France     | 10 h 14 min 49 s |
| 5                  | Drew Holmen       | États-Unis | 10 h 15 min 40 s |
| 6                  | Zach Miller       | États-Unis | 10 h 15 min 45 s |
| 7                  | Eric Lipuma       | États-Unis | 10 h 16 min 52 s |
| 8                  | Ramon Manetsch    | Suisse     | 10 h 17 min 13 s |

| Rang               | Athlète              | Pays       | Temps            |
| ------------------ | -------------------- | ---------- | ---------------- |
| Médaille d'or      | Marion Delespierre   | France     | 11 h 22 min 31 s |
| Médaille d'argent  | Katharina Hartmuth   | Allemagne  | 11 h 29 min 13 s |
| Médaille de bronze | Manon Bohard Cailler | France     | 11 h 34 min 22 s |
| 4                  | Martina Valmassoi    | Italie     | 11 h 44 min 50 s |
| 5                  | Rosanna Buchauer     | Allemagne  | 11 h 45 min 58 s |
| 6                  | Allison Baca         | États-Unis | 11 h 56 min 21 s |
| 7                  | Emily Schmitz        | États-Unis | 11 h 58 min 31 s |
| 8                  | Mari Klakegg Fenre   | Norvège    | 12 h 0 min 57 s  |

##### Courses par équipes
| Rang               | Pays | Points           |
| ------------------ | --- | ---------------- |
| Médaille d'or      | France Benjamin Roubiol (9 h 52 min 59 s) Thibaut Garrivier (10 h 14 min 49 s) Baptiste Chassagne (10 h 35 min 21 s) Nicolas Martin (DNF) Paul Mathou (DNF)                                                                | 30 h 43 min 9 s  |
| Médaille d'argent  | États-Unis Drew Holmen (10 h 15 min 40 s) Zach Miller (10 h 15 min 45 s) Eric Lipuma (10 h 16 min 52 s) Caleb Olson (12 h 58 min 32 s) Preston Cates (DNF) Jim Walmsley (DNS)                                              | 30 h 48 min 17 s |
| Médaille de bronze | Italie Andreas Reiterer (10 h 0 min 46 s) Davide Cheraz (10 h 34 min 34 s) Philipp Ausserhofer (10 h 54 min 35 s) Riccardo Borgialli (11 h 43 min 45 s) Luca Arrigoni (12 h 42 min 20 s) Manuel Bonardi (12 h 42 min 20 s) | 31 h 29 min 57 s |

| Rang               | Pays | Points           |
| ------------------ | --- | ---------------- |
| Médaille d'or      | France Marion Delespierre (11 h 22 min 31 s) Manon Bohard Cailler (11 h 34 min 33 s) Audrey Tanguy (12 h 1 min 30 s) Jocelyne Pauly (12 h 25 min 17 s) Blandine L'Hirondel (DNF)                         | 34 h 58 min 23 s |
| Médaille d'argent  | Allemagne Katharina Hartmuth (11 h 29 min 14 s) Rosanna Buchauer (11 h 45 min 58 s) Ida-Sophie Hegemann (12 h 16 min 49 s) Eva-Maria Sperger (12 h 45 min 34 s) Marie-Luise Mühlhuber (13 h 30 min 56 s) | 35 h 32 min 1 s  |
| Médaille de bronze | Italie Martina Valmassoi (11 h 44 min 50 s) Giuditta Turini (12 h 15 min 21 s) Marina Cugnetto (12 h 19 min 57 s) Camilla Spagnol (13 h 0 min 26 s) Francesca Pretto (13 h 3 min 8 s)                    | 36 h 20 min 8 s  |

### Juniors

#### Montée et descente
L'épreuve junior de course en montagne en montée et descente se déroule à Innsbruck sur un parcours de 7,4 km avec 374 m de dénivelé positif et négatif. Les Ougandais Hosea Chemutai et James Kirwa prennent les premiers les commandes de la course, suivis de près par l'Allemand Lukas Ehrle et le Turc Mervan Haykir. Le Suisse Matthieu Bühler effectue une excellente montée et parvient à se placer derrière le duo ougandais au sommet du parcours. James Kirwa s'empare des commandes et file vers la victoire, suivi de près par Hosea Chemutai. Matthieu Bühler complète le podium. Avec trois coureurs dans le top 10, la Suisse remporte le classement par équipes devant la France et l'Espagne.
Les coureuses britanniques prennent les premières les commandes de la course féminine, occupant les trois premières places. Vice-championne du monde junior l'année passée, la Britannique Rebecca Flaherty mène la course mais voit ses compatriotes se faire doubler par l'Espagnole Inés Herault et l'Italienne Lucia Arnoldo. Rebecca Flaherty tient bon pour s'offrir le titre. Inés Herault et Lucia Arnoldo complètent le podium. Les Britanniques Amelie Lane et Lauren Russell parviennent à se classer au pied du podium, offrant la médaille d'or au Royaume-Uni devant la France et l'Espagne.

##### Courses individuelles
| Rang               | Athlète         | Pays    | Temps       |
| ------------------ | --------------- | ------- | ----------- |
| Médaille d'or      | James Kirwa     | Ouganda | 27 min 37 s |
| Médaille d'argent  | Hosea Chemutai  | Ouganda | 27 min 43 s |
| Médaille de bronze | Matthieu Bührer | Suisse  | 27 min 52 s |

| Rang               | Athlète          | Pays        | Temps       |
| ------------------ | ---------------- | ----------- | ----------- |
| Médaille d'or      | Rebecca Flaherty | Royaume-Uni | 33 min 20 s |
| Médaille d'argent  | Inés Herault     | Espagne     | 33 min 27 s |
| Médaille de bronze | Lucia Arnoldo    | Italie      | 33 min 42 s |

##### Courses par équipes
| Rang               | Pays                                                                                            | Points |
| ------------------ | ----------------------------------------------------------------------------------------------- | ------ |
| Médaille d'or      | Suisse Matthieu Bühler (3e) Loïc Berger (7e) Nino Freitag (8e)                                  | 18     |
| Médaille d'argent  | France Anatole Berthou (6e) Jules Mongellaz (9e) Jules Barriod (13e) Chané Souard (21e)         | 28     |
| Médaille de bronze | Espagne Jan Torrella (5e) Marcos Villamuera (11e) Marcos López Galera (16e) Fabián Venero (17e) | 32     |

| Rang               | Pays                                                                                      | Points |
| ------------------ | ----------------------------------------------------------------------------------------- | ------ |
| Médaille d'or      | Royaume-Uni Rebecca Flaherty (1re) Amelie Lane (4e) Lauren Russell (5e) Eve Whitaker (8e) | 10     |
| Médaille d'argent  | France Margot Dajoux (7e) Alice Mugnier (9e) Pauline Trocellier (11e) Lili Beck (15e)     | 27     |
| Médaille de bronze | Espagne Inés Herault (2e) Nadia Soto (6e) Blanca Batlle (19e) Laura Ordiales (20e)        | 27     |

## Tableau des médailles
- Pays organisateur

| Rang  | Nation      | Or | Argent | Bronze | Total |
| ----- | ----------- | -- | ------ | ------ | ----- |
| 1     | France      | 6  | 2      | 3      | 11    |
| 2     | Kenya       | 5  | 2      | 2      | 9     |
| 3     | Royaume-Uni | 3  | 2      | 1      | 6     |
| 4     | Ouganda     | 2  | 3      | 0      | 5     |
| 5     | Suisse      | 1  | 2      | 3      | 6     |
| 6     | États-Unis  | 1  | 1      | 2      | 4     |
| 7     | Autriche    | 1  | 0      | 0      | 1     |
| 7     | Norvège     | 1  | 0      | 0      | 1     |
| 9     | Italie      | 0  | 3      | 4      | 7     |
| 10    | Allemagne   | 0  | 3      | 1      | 4     |
| 11    | Espagne     | 0  | 1      | 3      | 4     |
| 12    | Suède       | 0  | 1      | 0      | 1     |
| 13    | Slovaquie   | 0  | 0      | 1      | 1     |
| Total | Total       | 20 | 20     | 20     | 60    |